# Ніку Чаушеску

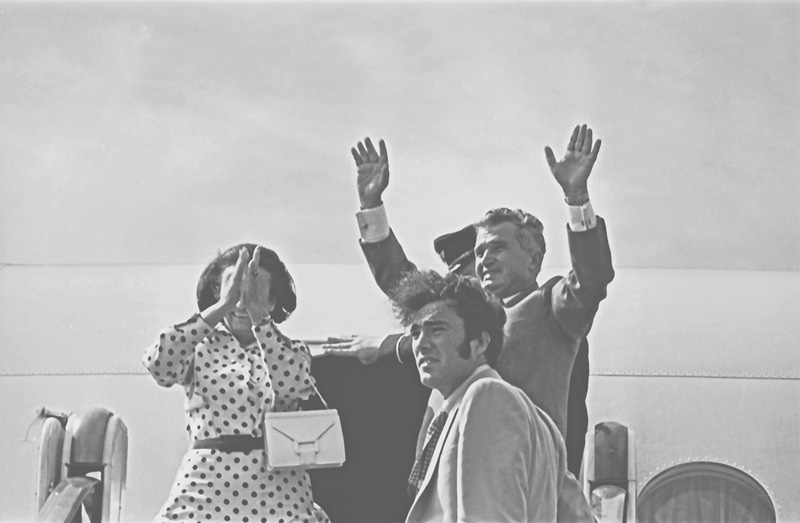
Ніку з батьками в аеропорту Кишинева, 1976

Ніку Чаушеску (рум. Nicu Ceauşescu; 1 вересня 1951, Бухарест — 26 вересня 1996, Відень) — румунський політик, син комуністичного диктатора Ніколае Чаушеску та його дружини Елени. Член ЦК Комуністичної партії Румунії. Міністр у справах молоді.

## Біографія
Закінчив ліцей № 24 (нині Jean Monnet High School), потім вивчав фізику в університеті Бухареста. Студентом вступив до Спілки молодих комуністів, ставши її першим секретарем. Пізніше був міністром у справах молоді та обирався до Центрального комітету Комуністичної партії Румунії (в 1982).
Батько хотів, щоб його син став міністром закордонних справ і доручив інструктувати його високопоставленим членам партії, серед яких був Штефан Андрей. Однак Ніку не любив навчання і висміював інших за прагнення до освіти. До кінця 1980-х років Ніку став членом виконавчого комітету Румунської комуністичної партії, а в 1987 — керівником партії в повіті Сібіу. Таким чином Ніколае Чаушеску готував собі наступника.
Після Румунської революції 1989 року разом з іншими дітьми румунського диктатора потрапив до в'язниці, будучи звинуваченим за неправомірне використання державних коштів в особистих цілях, і був засуджений до 20 років в'язниці. Випущений на свободу в листопаді 1992 через цироз печінки.
Помер 26 вересня 1996 від цирозу печінки в одній з віденських лікарень. Похований на цвинтарі Генча в Бухаресті.